# Добиаш, Карол
Ка́рол До́биаш (словац. Karol Dobiaš; 18 декабря 1947, Гандлова, Чехословакия) — чехословацкий футболист, правый защитник и полузащитник, впоследствии — словацкий футбольный тренер.

## Карьера

### Клубная
Добиаш, начинавший в молодёжной команде «Баника» из Гандловы, в 1965 году перешёл в «Спартак» (Трнава). Карьера Карола Добиаша в «Спартаке» совпала с самым успешным периодом в истории клуба: в составе «Спартака» Добиаш пять раз выигрывал чемпионат Чехословакии, трижды — Кубок Чехословакии, в 1967 году — Кубок Митропы. В сезоне 1968/69 «Спартак» добрался до полуфинала КЕЧ, где по сумме двух встреч уступил амстердамскому «Аяксу». Дважды, в 1970 и 1971 году Карол Добиаш признавался лучшим футболистом Чехословакии. В 1977 году Добиаш перешёл в пражский «Богемианс», а в 1980 году — в бельгийский клуб «Локерен», в котором играл до 1983 года.

### В сборной
Карол Добиаш дебютировал в сборной Чехословакии 3 мая 1967 года в Базеле, в товарищеском матче против сборной Швейцарии, провёл на поле 64 минуты и был заменён Владимиром Таборским. Добиаш участвовал в чемпионате мира 1970 года, все 3 матча отыграл без замен. В составе сборной Чехословакии Карол Добиаш стал чемпионом Европы-1976, в финальном матче на 25-й минуте, после ошибки Франца Беккенбауэра, Добиаш забил второй мяч в ворота сборной ФРГ. На чемпионате Европы-1980 Добиаш входил в заявку сборной, но не играл на турнире. Последний матч за сборную Добиаш сыграл 26 марта 1980 года, как и в его первом матче соперником чехословаков была сборная Швейцарии, встреча вновь проходила в Базеле. Всего за сборную Чехословакии Карол Добиаш провёл 67 матчей, забил 6 мячей.

### Тренерская
Как тренер Карол Добиаш 4 года работал с молодёжным составом «Богемианса», а в 1988 году возглавил клуб «Градец-Кралове», но вскоре был уволен. В сентябре 1990 года Добиаш стал главным тренером «Зброёвки», первый сезон под руководством Добиаша закончился для клуба из Брно неудачей: заняв последнее место в турнирной таблице, команда покинула Первую лигу. Добиаш продолжил работу с клубом и за один сезон вернул его в Первую лигу (в то время клуб назывался «Боби-Брно»). В сезоне 1993/94 Карол Добиаш тренировал пражскую «Спарту», с которой выиграл первый чемпионат Чехии. Позже возглавлял клуб «Спарта» (Крч), работал скаутом в «Спарте», а в сезоне 2003/04 — помощником главного тренера «Богемианса».
Во время чемпионата Европы-2008 был экспертом на чешской версии канала Eurosport.

## Достижения

### В качестве игрока
- Чемпион Европы: 1976
- Бронзовый призёр чемпионата Европы: 1980
- Чемпион Чехословакии (5): 1967/68, 1968/69, 1969/70, 1970/71, 1972/73
- Обладатель Кубка Чехословакии (3): 1966/67, 1970/71, 1974/75
- Полуфиналист Кубка европейских чемпионов: 1968/69
- Обладатель Кубка Митропы: 1967
- Футболист года в Чехословакии (2): 1970, 1971

### В качестве тренера
- Чемпион Чехии: 1993/94